# Vitgrund-Norrskär
Vitgrund-Norrskär är ett naturreservat i Gävle kommun i Gävleborgs län.
Området är naturskyddat sedan 1966 och är 323 hektar stort. Reservatet omfattar två öar i Gävlebukten och består av  vegetationsfattiga klapper-, häll- och blockmarker.